# Дровосек Комарова
Дровосек Комарова, или закаспийский прион, или усач Комарова (лат. Microarthron komarowi), — вид жуков семейства усачей (Cerambycidae), единственный представитель монотипического рода Microarthron.
Редкий вид, являющийся типичным обитателем аридных районов и песчаных пустынь Средней Азии (Казахстан, Узбекистан, Туркменистан, Таджикистан). Отличается выраженным половым диморфизмом. Самец длиной до 25 мм, отличается укороченными усиками, которые напоминают гребёнку: каждый их членик несёт на себе широкую пластинку. Самка намного крупнее самца, её брюшко может сильно вытягиваться, образуя длинный телескопический яйцеклад, составляющий почти половину длины всего тела (до 70 мм и более). Все эти особенности связаны с обитанием жуков на барханных песках и развитием их личинок в мёртвых корнях пустынной кустарниково-деревянистой растительности, преимущественно саксаулов.

## Этимология и написание названия

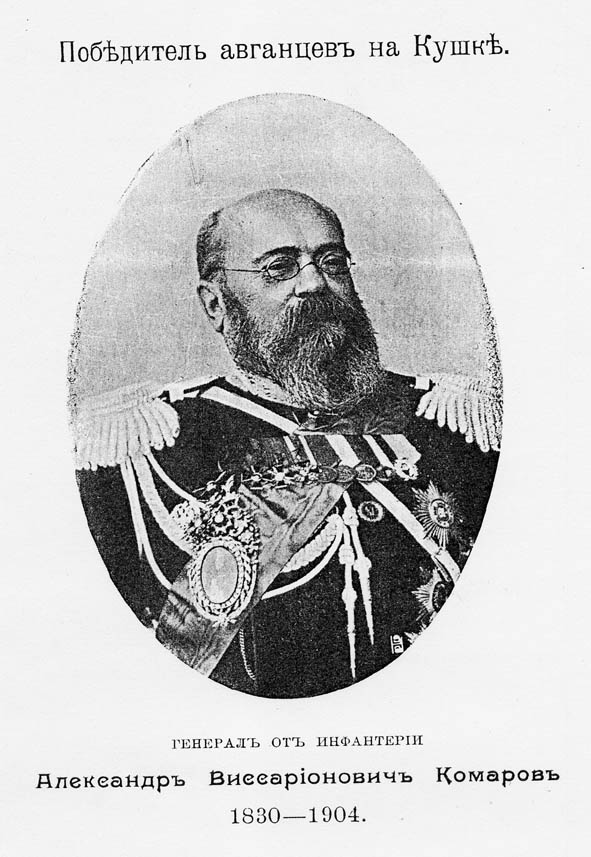
Портрет Александра Виссарионовича Комарова, в честь которого был назван вид

Видовое название дано в честь Александра Виссарионовича Комарова (1823—1904) — русского генерала, участника Кавказской войны и Туркестанских походов и любителя энтомологии.
Первоначальное написание видового эпитета было «komaroffi». Это написание также было использовано Хейденом (Heyden 1885), но последующие авторы указывали его как «komarowi». Данное написание находится в преобладающем использование, и, таким образом рассматривается как правильное согласно Международного кодекса зоологической номенклатуры (ст. 33.3.1). В то же время большинство отечественных энтомологов (Плавильщиков, 1932, 1936; Костин, 1973; Лобанов и др., 1981; Мамаев, Данилевский, 1975, 1984) использовали написание komarovi.

## История открытия и систематика

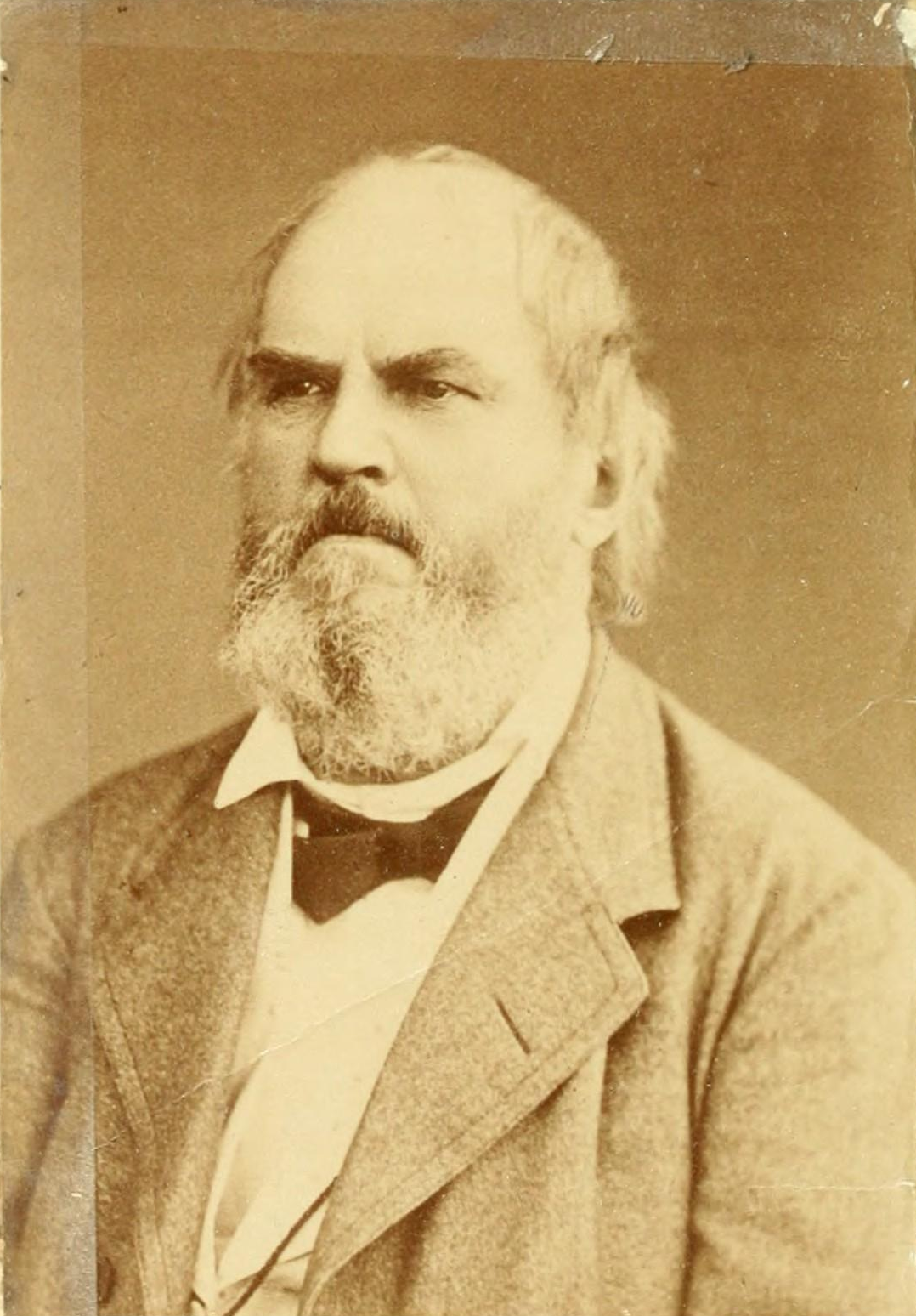
Карл Август Дорн, первооткрыватель вида

Впервые данный вид жуков был описан немецким естествоиспытателем и энтомологом Карлом Августом Дорном в 1885 году, на основании образцов подаренных энтомологу Иоганну Андре Фердинанду Баденови (Johannowi André Ferdinandowi Badenowi, 1828—1914) русским генералом Александром Комаровым, интересовавшимся зоологией и энтомологией, и в честь которого и был назван новый вид.
Синтипы вида из коллекции Дорна сейчас хранятся в коллекции Музея и Института зоологии в Варшаве.
В 1900 году французский энтомолог и специалист по жесткокрылым Морис Пик (Maurice Pic, 1866—1957) переместил таксон в новый род Microarthron. Однако, многие отечественные энтомологи (Плавильщиков, 1932, 1936; Костин, 1973; Лобанов и др., 1981; Мамаев, Данилевский, 1975, 1984) рассматривали этот вид в составе рода Prionus.
Первоначально личинка усача вида Apatophysis caspica была ошибочно описана, как принадлежащая усачу Комарова. Настоящая же личинка этого вида была описана энтомологом Михаилом Данилевским в 1984 году на основании 4 экземпляров, собранных в окрестностях Репетека в 1972, 1977 и 1979 годах.

## Описание

### Имаго

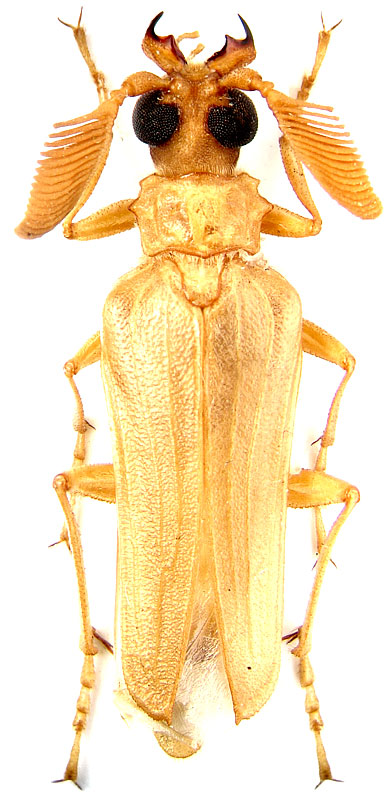
Самец

Резко выражен половой диморфизм. Длина тела самцов 9 — 25 мм, самок 23 — 47 мм, вместе с яйцекладом до 70 мм и более. Тело самцов очень маленькое, изящное, бледно-жёлтого цвета, глаза — чёрные. Самка крупная, её брюшко намного длиннее надкрылий, к концу сильно сужено, может сильно вытягиваться, образуя длинный телескопический яйцеклад, составляющий почти половину длины всего тела. Окраска её тела несколько рыжеватая.
Усики самца сильно укорочены, едва заходят за основание переднеспинки и напоминают своей формой гребёнку: каждый членик усиков снабжён широкой пластинкой. Подобное строение сильно увеличивает чувствительную к запаху поверхность усиков и помогает самцам при поисках самок. Усики самок простые, тонкие. Их третий членик длиннее второго и четвёртого, но раза в полтора короче первого, на вершине вытянут в туповатый короткий зубец. Последующие членики короткие, на вершине с небольшим зубчиком. Последние 5 −6 члеников спаяны вместе. Усики самцов состоят из 20—25, а самки — из 15—18 члеников. Последний членик щупиков у о самцов несколько расширен посередине. Голова покрыта густой и морщинистой пунктировкой. Глаза у самцов очень крупные, широкие, сильно выпуклые, сближенные на верхней и нижней стороне головы. У самок глаза развиты намного меньше. Они более плоские и узкие, менее сближенные.
Переднеспинка поперечная, с хорошо развитым средним и передним зубцом (у самок они развиты больше, чем у самцов), отсутствующим либо едва заметным задним зубцом. У самца с двумя большими вдавлениями по бокам от срединной линии и ещё двумя вдавлениями около бокового края. У самки передний край переднеспинки округленно вытянут вперёд. Переднеспинка у самца в не выраженной, а у самки — в крупной морщинистой пунктировке.
Надкрылья с хорошо намеченными тремя ребрышками. У самок нередко бывает и четвёртое ребрышко, но оно более слабо выраженное и обычно неполное. Надкрылья расходятся по шву, начиная примерно с середины. Крылья у самок недоразвитые. Грудь, бока переднеспинки и брюшко самцов опушены волосками, у самки — голые.
Образ жизни жуков сильно отразился на их внешнем строении: привёл к укорочению усиков, сильному развитию глаз у самцов, утрате крыльев и чрезмерному развитию брюшка у самки, приобретению бледной окраски тела. Все эти особенности связаны с обитанием на барханных песках и развитии личинок в корнях пустынной кустарниково-деревянистой растительности.

### Личинка
Личинки развиваются в почве в мёртвых корнях пустынных древесно-кустарниковых растений из рода саксаулов (саксаул белый), а также Eremosparton fluccidum и Calligonum eriopodum.
Тело личинки толстое, цилиндрической формы, с короткими редкими щетинками. Длина личинки к концу своего развития достигает до 30 мм. Голова сильно склеротизована, жёлтого цвета. Передняя часть лба и плевростом — чёрного цвета. Эпистом представлен в виде четырёх больших зубцов; средние 2 меньше боковых и обычно несут на себе по дополнительному зубчику снаружи. Эпистомальных щетинок — шесть. Передний край лба имеет шесть мощных зубцов. Усики трёхчлениковые. Их второй членик примерно равной длины и ширины, а третий членик — приблизительно в 2 раза длиннее своей ширины. Глазки отсутствуют. Мандибулы короткие, острые. У основания мандибулы с наружного края в грубой скульптуре. Максиллярные щупики трёхчлениковые.
Грудные сегменты с бороздами. Перевязь, идущая вдоль переднего края переднегруди слегка желтоватого цвета. Пронотум блестящий с многочисленными неправильными бороздами. Дыхальца овальные, без краевых камер. Дыхальце на груди узкоовальной формы. Ноги очень маленькие, четырёхчлениковые, с густыми щетинками на своей внутренней стороне. Коготки без щетинок. Брюшко с двигательными мозолями на первом-седьмом сегментах с двумя поперечными и двумя продольными бороздами. Поверхность мозолей голая, покрыта многочисленными морщинками. Плевральные диски отчетливы на первом — шестом сегментах тела.

## Ареал и экология
Вид распространён в Казахстане (Голодная степь), Туркменистане, Узбекистане, Таджикистане, в пустынях Кара-Кум и Кызыл-Кум. Ареал вида простирается от восточного берега Каспийского моря до островов на Арале включительно (на северо-восток), течения реки Амударьи (на восток), и до афганской границы (на юго-востоке). Западной границей ареала являются горы Копетдага и восточный берег Каспийского моря.
Длительное время большинство пойманных экземпляров вида были известны только из окрестностей посёлка Репетек на территории современного Туркменистана.
Усач Комарова является типичным обитателем аридных районов и песчаных пустынь Средней Азии. Населяет барханные пески, закреплённые характерной для них растительностью.
Жуки встречаются с конца июня до середины сентября. Пик численности отмечен в конце августа — начале сентября. Самки встречаются крайне редко. Самцы очень часто летят на источники искусственного света.